# Pamela Mboya
Pamela Mboya est une militante pour les droits des femmes et une déléguée permanente de l'ONU pour les « Etablissements Humains ».

## Biographie

### Enfance et études
Née Pamela Arwa Odede en 1939 à Maseno, non loin de Kisumu, elle est la fille de Walter Odede, un indépendantiste convaincu proche de Jomo Kenyatta.
Après des études secondaires à l'Alliance Girls High School, elle étudie la sociologie à l'université Makerere en Ouganda avant de bénéficier du programme d'aide aux étudiants kényans (Students Airlifts Programme), instauré par Thomas Odhiambo Mboya, en accord avec John Kennedy, et permettant aux plus méritants de ceux-ci de poursuivre leurs études aux États-Unis. Elle est diplômée du Western College d'Oxford (Ohio, États-Unis).

### Vie privée
Rapidement, en 1962, après son retour au Kenya, elle épouse Tom Mboya, à la All Saints Cathedral de Nairobi, alors qu'il était déjà marié 2 fois selon les rites coutumiers des Luo.
Ils ont 5 enfants : Maureen (actuelle Magistrat en chef à Kibera), Susan (qui perpétue le programme d'aide aux étudiants, initié par son père, avec la création du Zawadi Africa Education Fund ), Luke ainsi que 2 jumeaux nommés Peter (mort en 2004 dans un accident de moto) et Patrick (décédé à l'âge de 4 ans).
Le 5 juillet 1969, Tom Mboya est assassiné à Nairobi alors qu'il sortait d'une pharmacie.
Conformément aux rites et traditions Luo, elle devient alors l'épouse tribale du frère de son défunt mari, Alphonse Okuku, avec qui elle a un fils appelé Thomas Mboya Jr.
La relation ne dure guère et elle reprend alors définitivement son indépendance.

### Vie active
Elle devient alors un membre actif de la Kenya Women's Political Caucus avant d'être, fin des années 1980, une déléguée permanente de l'ONU pour les « Etablissements Humains » et, après sa retraite professionnelle, de s'occuper de l'ONG HelpAge Kenya qui s'intéresse aux personnes âgées.
Dans ses dernières années, elle n'a de cesse que la vérité soit faite sur l'assassinat de Tom Mboya jusqu'à demander une entrevue privée avec l'ancien Secrétaire général des Nations unies Kofi Annan alors qu'il était médiateur dans les pourparlers sur le partage du pouvoir après les élections de décembre 2007 et de pousser la Truth and Reconciliation Commission (« Commission de réconciliation et de vérité ») instaurée à la suite de ses mêmes pourparlers à réexaminer les faits.

### Décès
Elle décède le 26 janvier 2009 dans un hôpital en Afrique du Sud alors qu'elle était en traitement pour un cancer. Après un service funéraire, le 5 février, à la Holy Family Basilica de Nairobi en présence du président Mwai Kibaki et du Premier ministre Raila Odinga,, elle est inhumée le 7 février dans la propriété familiale des Mboya à Lambwe au Nord-Est du parc national de Ruma,.